# Ефремов, Анатолий Васильевич (физик)
Анато́лий Васи́льевич Ефре́мов (26 декабря 1933, Керчь, КрАССР, РСФСР, СССР — 1 января 2021, Дубна, Московская область, Россия) — советский и российский физик и физик-теоретик, специалист в области квантовой теории поля и физики элементарных частиц.
Доктор физико-математических наук (1971), профессор, главный научный сотрудник лаборатории теоретической физики Объединённого института ядерных исследований, почётный сотрудник ОИЯИ.
Преподаватель Дубенского филиала МИРЭА — Российского технологического университета, кафедры Московского физико-технологического института в Дубне, Государственного университета «Дубна». Ученики Ефремова работают в Объединённом институте ядерных исследований, Петербургском институте ядерной физики имени Б. П. Константинова, Южном федеральном университете, а также университетах США, Франции и Германии.

## Биография
Родился 26 декабря 1933 года в городе Керчь Крымской АССР РСФСР СССР в семье офицера Морских сил РККА. С детства любил море, был яхтсменом.
Окончил Московский инженерно-физический институт, где его преподавателем был Исаак Яковлевич Померанчук, а руководителем дипломной работы — Яков Абрамович Смородинский.
В 1958 году начал работать в лаборатории теоретической физики Объединённого института ядерных исследований.
В 1962 году получил степень кандидата физико-математических наук, защитив диссертацию на тему «Дисперсионная теория низкоэнергетического рассеяния пионов» под руководством Дмитрия Васильевича Ширкова, а в 1971-м — доктора физико-математических наук, защитив диссертацию на тему «Высокоэнергетические асимптотики фейнмановских диаграмм».
В 1979 году был награждён почётным знаком «За активную работу» Всесоюзного общества «Знание», в 1981-м — орденом «Кирилл и Мефодий» 1-й степени Народной Республики Болгария, в 1985-м — медалью «Ветеран труда».
С 1991 года был инициатором и председателем организационного комитета Дубенских международных рабочих совещаний по спиновой физике высоких энергий, в которых участвуют более сотни учёных. Ефремов был многолетним и авторитетным членом Международного комитета по спиновой физике, координирующим работу совещаний.
В 1992 году был награждён медалью «В память 850-летия Москвы», в 1999-м — медалью «Ветеран атомной энергетики и промышленности» государственной корпорации по атомной энергетике «Росатом».

## Научная деятельность
Работы, положенные в основу докторской диссертации, нашли применение в трудах Ефремова по факторизации в квантовой хромодинамике, метод которой в настоящее время является теоретической базой всей физики жёстких адронных реакций. Особую известность приобрели статьи 1979 года об асимптотике формфактора пиона в квантовой хромодинамике, написанные Ефремовым в соавторстве с его учеником Анатолием Владимировичем Радюшкиным. Доказательство Ефремовым факторизаций в квантовой хромодинамике открыло путь к описанию тонких эффектов в оной, связанных с детектированием спина частиц, таких как партонные корреляции.
Также в работах Ефремова и его учеников и коллег впервые отмечены корреляции спина партонов и импульсов частиц в порождаемых ими струях, а также роль аксиальной аномалии и спина глюонов в спиновой структуре нуклона. Обнаруженные им эффекты послужили теоретическим основанием для создания коллайдера поляризованных частиц «RHIC», расположенном в Брукхейвенской национальной лаборатории (деревня Аптон, штат Нью-Йорк, США), и коллаборации «COMPASS» в Европейском центре ядерных исследований, активным членом которой был сам Ефремов. Применение описанного им метода аксиальной аномалии к описанию столкновений тяжёлых ионов позволило предсказать рост гиперонов в диапазоне энергий комплекса «NICA», строящегося (планируемая дата окончания строительства — конец 2022 года) базе лаборатории физики высоких энергий Объединённого института ядерных исследований (город Дубна, Московская область, Россия).
В рамках квантовой хромодинамики Ефремов предложил понятие кварк-партонной структурной функции и развил модель рождения кумулятивных частиц и ядерного эффекта ЕМС, предсказал наличие в ядре жёсткого коллективного моря, проявляющегося в повышенном выходе кумулятивных каонов и антипротонов, что однозначно свидетельствует о существовании в ядре многокварковых флуктуаций плотности, или «флуктонов Блохинцева». Аналогичные предсказанным Ефремовым эффекты поныне используются в эксперименте с фиксированной мишенью «BMAN» на комплексе «NICA».

## Награды
- Почётный знак «За активную работу» (Всесоюзное общество «Знание»; 1979)[1][2][3];
- Орден «Кирилл и Мефодий» 1-й степени (Народная Республика Болгария; 1981)[1][2][3];
- Медаль «Ветеран труда» (1985)[1][2][3];
- Медаль «В память 850-летия Москвы» (1992)[1][2][3];
- Медаль «Ветеран атомной энергетики и промышленности» (Государственная корпорация по атомной энергетике «Росатом»; 1999)[1][2][3].